# 大阪中立銀行

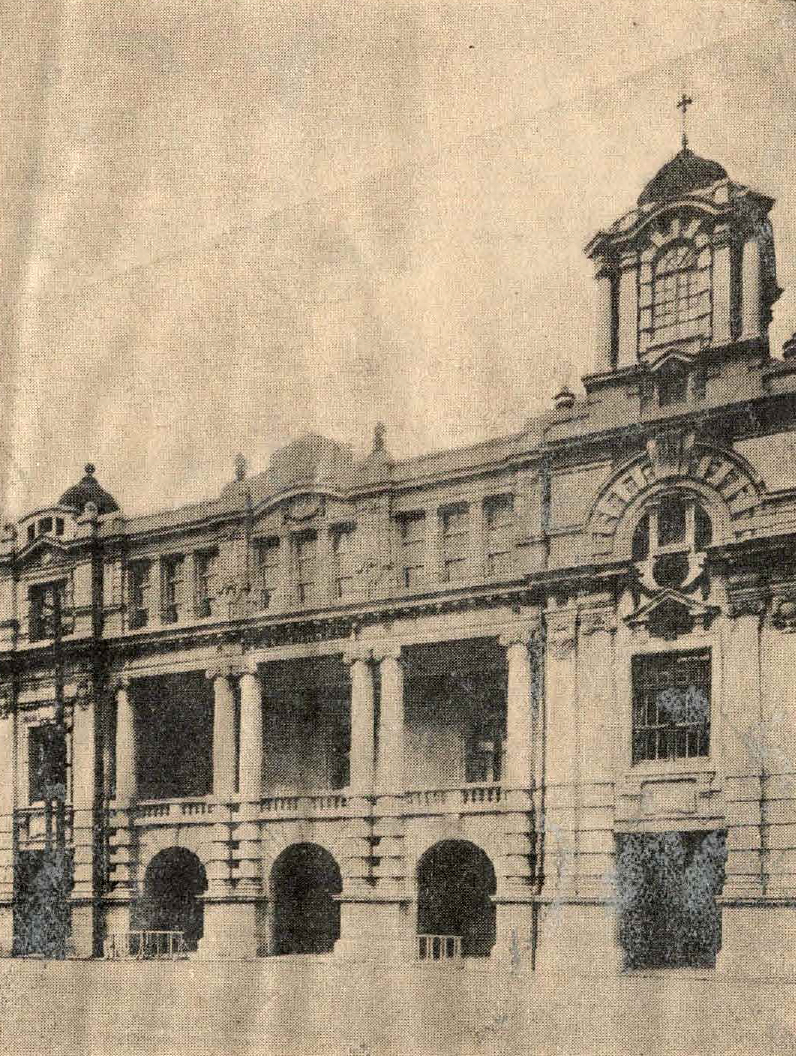
大阪中立銀行

大阪中立銀行（おおさかちゅうりつぎんこう）は、かつて存在した日本の銀行。日本銀行が台北に出張所を設立するまでは、台湾で国庫事務に従事した。現在の三菱UFJ銀行の前身のひとつ。

## 沿革
- 1894年（明治27年）7月：大阪に設立。
- 1895年（明治28年）9月：基隆に「基隆出張所」を設立。台湾における最初の銀行の設立となった。
- 1896年（明治29年）3月：日本中立銀行と改称。
- 1896年（明治29年）12月：日本銀行台北出張所設立と共に普通銀行事務に転換。
- 1899年（明治32年）1月：三十四銀行に合併。